# Juan Hut

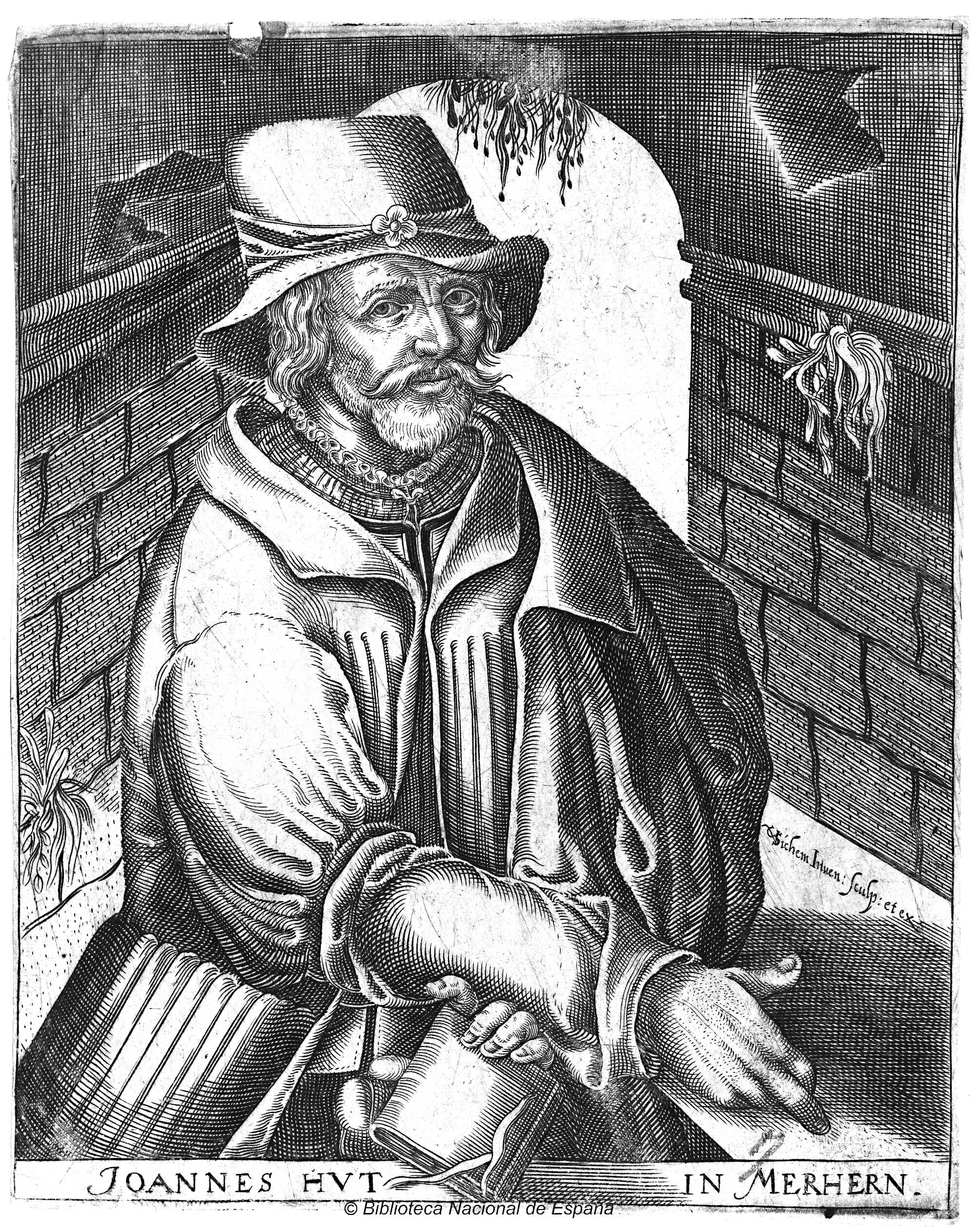
Hans Hut, grabado en madera de Christoffel van Sichem.

Juan Hut (Haina, Hildburghausen, Turingia, 1490 – Augsburgo, 6 de diciembre de 1527) fue un líder anabaptista en el sur de Alemania y Austria.

## Juventud
Fue varios años sacristán en Bibra (Schmalkalden-Meiningen); posteriormente trabajó allí como encuadernador y finalmente se dedicó a la venta de libros, ante todo de textos luteranos, para lo cual viajó a diversos lugares.
En 1524, participó en Weissenfels en un grupo de siete artesanos y obreros que estudiaban la Biblia y cuestionaban el bautismo infantil. Consultaron sus objeciones con los teólogos de Wittenberg, pero la respuesta no los dejó satisfechos. Hut decidió entonces no bautizar a su bebé recién nacido, por lo cual fue desterrado de Bibra. Fue entonces a vivir a Núremberg, donde se hizo amigo de Hans Denck y bautizó a Wolfgang Vogel, pastor de Eltersdorf (Erlangen).

## Con Müntzer y la revolución campesina
En octubre de 1524 Thomas Müntzer y Heinrich Pfeifer visitaron a Hut y pasaron una noche en su casa y luego Hut, Denk y Pfeifer se encargaron de hacer imprimir el folleto de Müntzer La falsa fe al desnudo. El impresor Jerónimo Höltzel fue detenido por esta razón en Núremberg y Pfeifer fue expulsado de la ciudad.
En 1525, al enterarse Hut que los campesinos seguidores de Müntzer se encontraban reunidos en Frankenhausen, decidió ir allí, pues quería tomar parte en la batalla del 15 de mayo de 1525, pero los disparos se lo impidieron. Derrotados los campesinos, muchos fueron detenidos y ejecutados; Hut fue liberado porque no había tomado las armas y volvió a Bibra.
El 31 de mayo de 1525 predicó en Bibra por invitación de Jörg Haug. Dijo que era hora de que los campesinos tomaran el poder y eliminaran a los enemigos de la verdad, pero explicó que no había llegado el "fin de los tiempos", como creían los sublevados. Tras la derrota definitiva de los campesinos, Hut huyó de Bibra y se estableció de nuevo en Augsburgo.

## Misionero
Después de muchas reflexiones, Hans Denk y Kaspar Färber convencieron a Hut de unirse a su hermandad anabaptista. Denk, bautizado pocos días antes por otro líder anabaptista, Baltasar Hubmaier, lo bautizó el 26 de mayo de 1526, día de Pentecostés. Entonces trabajó con un éxito sin precedentes para el establecimiento y la propagación de la nueva hermandad, viajando de un lugar a otro y consiguiendo en pocos meses muchos adeptos, especialmente entre los artesanos. Predicaba el inminente retorno de Cristo.
Hut se fue a Franconia, donde declaró que el principal error de los campesinos rebeldes había sido que buscaban su propia gloria y no la gloria de Dios y habían recurrido a la espada en vez de esperar la acción divina. En su pueblo natal, Haina, ganó muchos adeptos. Cerca de Erlangen celebraron una conferencia, que fue disuelta por las autoridades, y los participantes fueron expulsados de la ciudad. Se dirigió entonces a Suabia y luego a Moravia.
En la primavera de 1526 estuvo diez días en Augsburgo y durante ellos logró reorganizar la comunidad anabaptista, que eligió sus líderes y creó un servicio de ayuda a los pobres. Organizada sobre la base de la ayuda mutua, la comunidad creció rápidamente.

## Debates con Hubmaier
A finales de 1526 Hut se encontró en Nikolsburg, Moravia, con Baltasar Hubmaier, pero sus divergencias sobre el pago del impuesto para la guerra contra los turcos les llevó a organizar un debate al respecto en Bergen (Baviera). Hut se oponía a que los cristianos guerrearan de cualquier forma contra los turcos. Tras un segundo debate, que se llevó a cabo en el castillo de Nikolsburg, las autoridades detuvieron a Hut dentro del castillo, pero él logró escaparse por una ventana.
Las autoridades acusaban a Hut de ser el autor de un folleto, cuya autoría negó. Actualmente se ha probado que ese folleto, que anunciaba que el fin del mundo sería en 1528 y negaba la divinidad de Cristo, no fue escrito por Hut, sino que era obra de sus oponentes, quienes tomaron algunos puntos del cuestionario al que Hubmaier había sometido a Hut y los amalgamaron hábilmente con algunas declaraciones anabaptistas y con afirmaciones inventadas con el objetivo de desprestigiar a los anabaptistas.
Hut tenía cinco hijos; el 25 de enero de 1527, una de sus hijas, detenida por ser anabaptista, fue ejecutada por ahogamiento en Bamberg.

## En Austria
Hut viajó a Austria. En mayo de 1527 bautizó en Viena a Hans Schlaffer y otras personas que habían oído su exposición sobre por qué los cristianos no deben tomar las armas ni aceptar empleos que les obliguen a hacerlo. Luego realizó una gira pastoral por Melk, Steyr, Freistadt, Linz, Passau, Schärding, Braunau am Inn, Laufen y Salzburgo.

## Prisión y muerte
En agosto de 1527 Hans Hut volvió a Augsburgo y participó con otros 60 líderes anabaptistas en el llamado Sínodo de los Mártires, cuyos debates solamente se conocen por los procesos judiciales llevados a cabo contra los participantes y sus seguidores, en cuyas actas se encuentran frecuentemente declaraciones obtenidas mediante torturas. Se supone que se discutió sobre el advenimiento del Reino de Dios, la supuesta inminencia de la segunda venida de Cristo y la necesidad de mantener entretanto la no participación de los cristianos en la guerra, el gobierno y la magistratura.
Las autoridades de la ciudad ordenaron la detención de los participantes en el sínodo y Hut fue arrestado el 16 de septiembre y, al igual que los otros detenidos, fue condenado a prisión por tiempo indefinido. Después de haber sido sometido a torturas, murió de asfixia tras un incendio que se produjo en su celda el 6 de diciembre de 1527. Ya fallecido, su cuerpo fue condenado a ser quemado en la hoguera el día siguiente.

## Obras
- 'Rathsbüchlein (un catecismo, una oración antes de las comidas y una concordancia bíblica, 1526)
- Von dem geheimnis der tauf, baide des zaichens und des Wesens, ein anfang eines rechten wahrhaftigen christlichen Lebens ("Sobre el misterio del bautismo", 1527)
- Ein christlicher Unterricht, wie göttliche Geschrift vergleicht und geurtailt solle werden. Aus kraft des heiligen geists und zeugnis der dreitail christlichen Glaubens sambt iren verstand ("La doctrina cristiana como escritura  divina entendida desde el poder del Espíritu Santo y el testimonio de fe", 1527)
- Sendbrief Hans Huthen etwan ains. Fürnemen Vorsteers im Wiedertaufforden. Verantwortet durch Urban um Rhegium (Carta conocida como "A todos los cristianos de buen corazón", publicación póstuma, 1528)[7]